# Akeem Scott
Akeem Scott (Harlem, New York, 3 de septiembre de 1983) es un baloncestista estadounidense con nacionalidad jamaicana que se desempeña como escolta. Ha jugado profesionalmente en equipos de Europa, América y Asia. Representó internacionalmente a Jamaica. 

## Trayectoria

### Universidad
Scott asistió por dos años al Garrett College en Maryland, jugando para el equipo institucional de los Lakers en los campeonatos de la NJCAA entre 2002 y 2004. Su buen desempeño allí le sirvió para conseguir una beca en la Universidad de High Point de Carolina del Norte. Con los Panthers compitió dos temporadas en la Big South Conference de la División I de la NCAA, registrando promedios de 10,2 puntos, 2,9 rebotes y 2,1 asistencias por partido en 60 presentaciones.
En el Draft de la NBA de 2006 no recibió ofertas de las franquicias de la liga.

### Profesional

#### Europa
El primer destino de Scott fue Europa, desembarcando en el Korihait de la Korisliiga de Finlandia. Aunque en 2009 registró un breve paso por el baloncesto de Letonia, fue en Finlandia donde se consolidó como jugador profesional, llegando incluso hasta ser reconocido como el MVP de las finales en la temporada 2007-08.
En septiembre de 2011 se unió al equipo montenegrino KK Mornar Bar, equipo para el que jugaría en el campeonato local y en la Liga Internacional de Baloncesto de los Balcanes.

#### América
En 2012 dejó Europa para comenzar a jugar en Latinoamérica. Después de una gran temporada con los Pioneros de Quintana Roo de la Liga Nacional de Baloncesto Profesional de México, jugó en la Liga Profesional de Baloncesto de Venezuela con los colores de los Guaiqueríes de Margarita.
Luego de entrenar con el Bakersfield Jam de la NBA Development League durante el otoño de 2013, firmó un contrato para jugar en la segunda categoría del baloncesto profesional de los Estados Unidos. Sin embargo su experiencia en esa liga duró solamente 5 partidos, retornando al año siguiente a Venezuela.
Scott volvería a competir profesionalmente en Norteamérica en 2014 y 2016, cuando jugó para los Brampton A's y el London Lightning de la NBL de Canadá. También en Sudamérica encontró oportunidades durante ese periodio, destacándose especialmente durante su paso por la Liga Nacional de Básquetbol de Chile, donde jugó para ABA Ancud y Universidad de Concepción.

#### Primera experiencia en Asia
En octubre de 2017 fue reclutado por el entrenador Kyle Julius para unirse al Saigon Heat de la ASEAN Basketball League en sustitución de Lenny Daniel. Terminó la temporada como líder de anotaciones de su equipo.

#### Retorno a América
Luego de su experiencia en Vietnam, Scott hizo su retorno al baloncesto profesional mexicano, donde jugaría un año y medio, tanto en equipos de la LNBP como del CIBACOPA.
A comienzos de 2020 se unió a los KW Titans, otro equipo de la NBL canadiense, sin embargo su carrera se vería interrumpida por la suspensión del torneo producida por el inicio de la pandemia de COVID-19.

#### Segunda experiencia en Asia
Aunque su carrera parecía finalizada, en junio de 2021 se anunció su incorporación a los Danang Dragons de la VBA, haciendo de ese modo su regreso a Vietnam.
En marzo del año siguiente fichó con el RANS PIK Basketball de Indonesia, equipo al que le aportaría su amplia experiencia como jugador.

### Selección nacional
Siendo hijo de una madre jamaicana, Scott decidió jugar para la selección de baloncesto de Jamaica en 2010.
Disputó el Campeonato FIBA Américas de 2013, dos ediciones del Centrobasket (2010 y 2012) y el Caribebasket de 2011.
Representó a su país en la FIBA AmeriCup 3x3 de 2023.